# 応県木塔

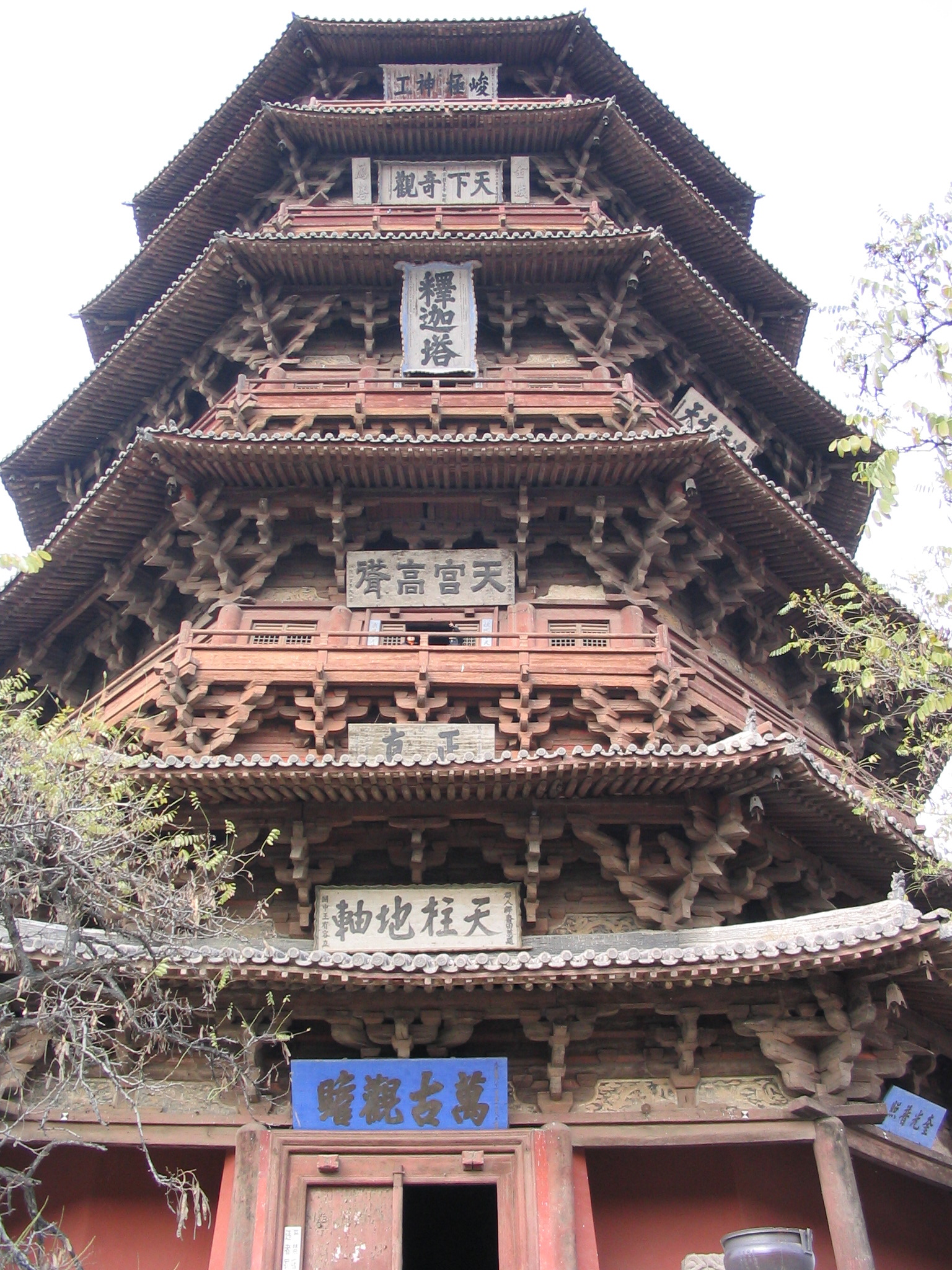
応県木塔（仏宮寺釈迦塔）

応県木塔（おうけんもくとう、中国語: 应县木塔、YingxianMuta）、または仏宮寺釈迦塔は、中国で遼代の1056年（清寧2年）に山西省朔州市応県北西の仏宮寺境内に造立された木造の仏塔（仏宮寺釈迦塔）である。高さ67メートルにも達しており、現存する世界古代史上最高層の木造建築として知られている。旧字表記では、應縣木塔。

## 概要

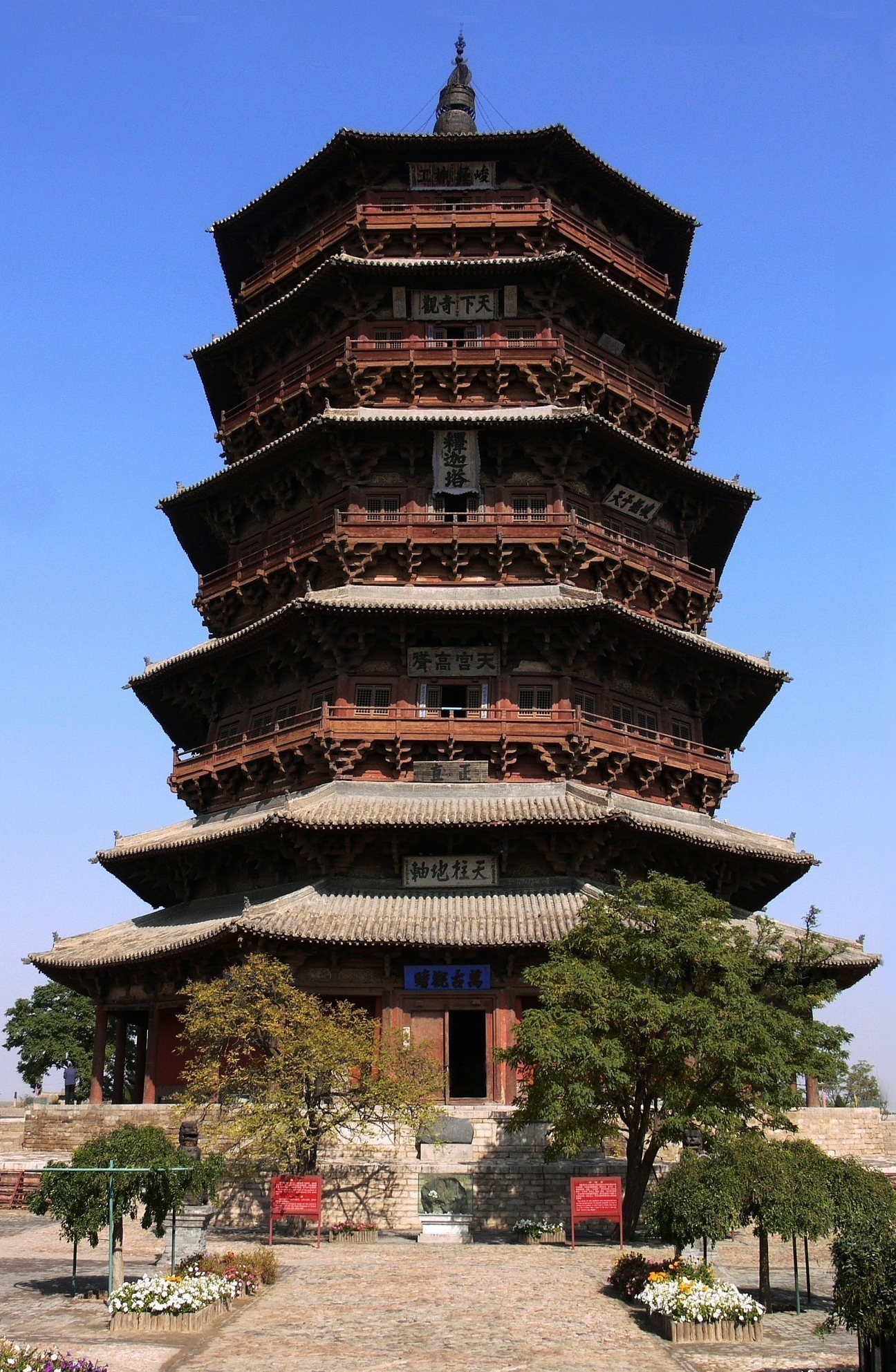
応県木塔（仏宮寺釈迦塔）

この塔は、高さ 67m強、径 30m強、外観は5層であるが、内部は9層の八角塔である。遼朝の第7代皇帝である興宗の外戚、蕭孝穆が建立した。塔が完成したのは、造立が始まった1056年から140年後であったとされる。
1層目の、高さ11mの釈迦如来座像をはじめ、塔全体で34尊の塑像が安置されている。
また、1982年に、塔内の像の中から、遼代の大蔵経の一部（12巻）などの木版印刷物が発見された。
1961年に国務院から中国全国重点文物保護単位に指定されている。

## 構造
石造りの台座の上に、土壁と木材で作られ5層の軒と裳階を持つ八角塔本体が立ち、頂上には鉄の相輪がそびえている。
第1層の土壁部分や相輪を支持する部分を除き、塔本体はほぼ木材で作られ、部材は釘を使わずにほぞ継ぎ（榫卯）で結合されている。
高さは、台座4.4ｍ、塔本体が51.35ｍ、相輪11.56ｍで、総高さ67.31mである。

### 塔本体
塔本体の構造は二重の筒状になっており、第2層から第5層では、8本の柱に囲まれた内側の筒（内槽）の外を、24本の柱で囲まれた外側の筒（外槽）が囲み、その外に軒や回廊が張り出している。第1層の内槽と外槽はそれぞれ土壁で囲まれており、さらに外槽の外に24本の柱で囲まれた副槽が設けられ、裳階を支えている。日本の多層塔にしばしば見られるような、基礎から相輪まで通した心柱は存在しない。
外側から軒を数えると裳階付きの5層の塔である。第2層以上には床が張られており、外槽に設けられた階段で登ることができる構造になっている。外槽まわりの格子戸の外には手すり付きの回廊があり、その床は内側の外槽、内槽まで広がる。外から見た時に、各層は下から 「床」、「床の上の回廊と、その内側の柱と格子戸」、「軒を支える組物」、「軒」、「上の層の床を支える組物」 に分けられる。この「床」から「軒を支える組物」までの、外から見える層を 明層 と呼ぶ。
第1層から第4層の 「軒」と「上の層の床を支える組物」の部分の内側には外からは見えない層が4層あり、これを暗層と呼ぶ。内側からみると、明層と合わせて9層の塔となっている。

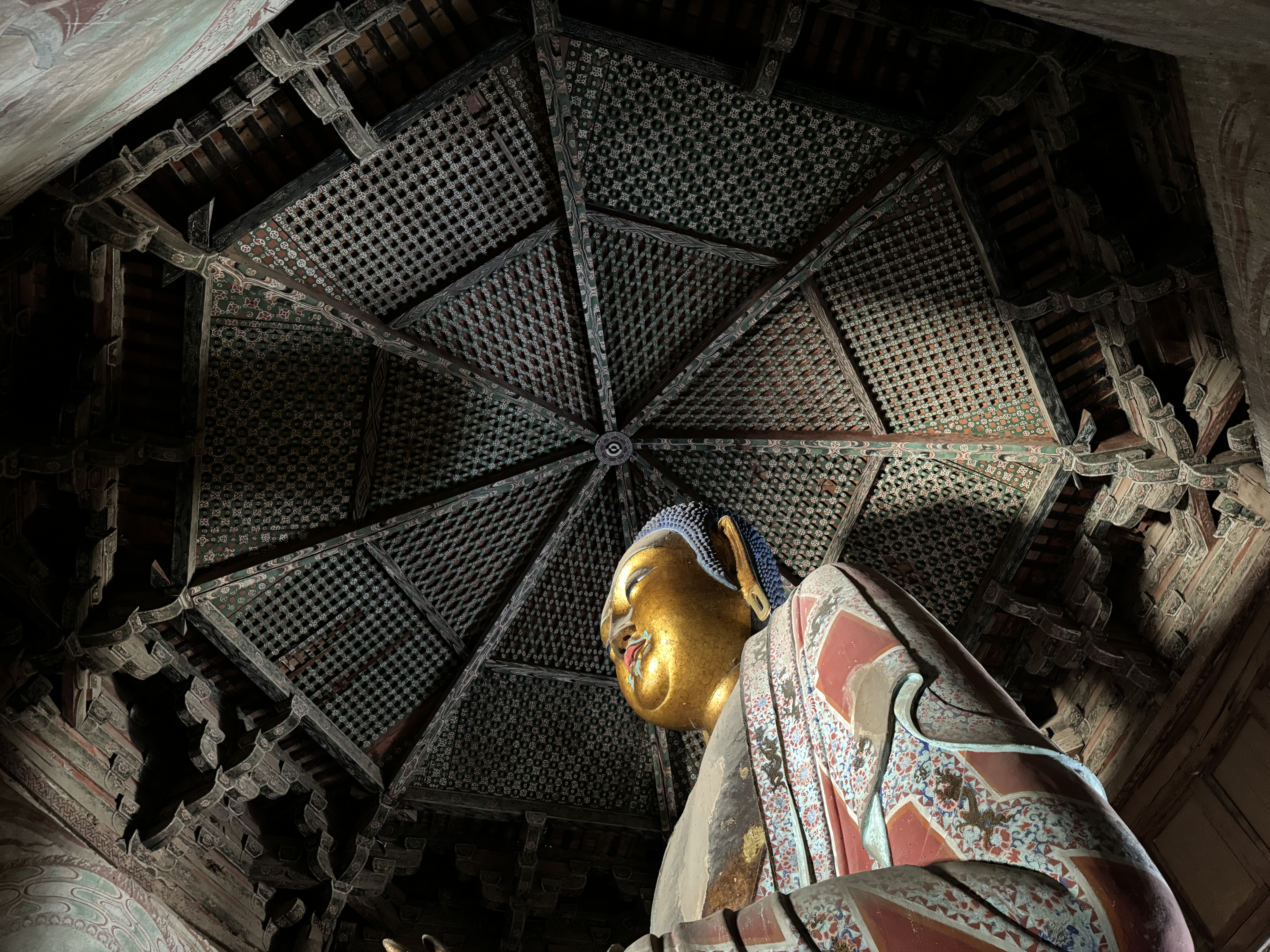
暗層に食い込んだ高い天井

暗層には、柱や梁に加えて周方向や径方向の筋交いなどの構造物が設けられ、塔の剛性を増している。ただし、これらの主な構造物は外槽部分のみにドーナツ状に設けられており、内槽には設けられていない。この構造には以下の利点がある。
1. 剛性を確保しながら、明層の内槽の天井を上の暗層に食い込ませて背の高い空間を作り出すことができ、各明層毎に大きな仏像が安置できる。
2. 建造中に、内槽部分の床板の組み付けを遅らせて上下に通じた空間を設けることができ、上層用の部材はこの空間を通して持ち上げられた。

各層の柱の上には、上の層や軒を支える組物があり、斗栱または舗作と呼ばれる。応県木塔には『営造法式』に沿った54種類もの多彩な斗栱が用いられており、宋・遼の時代における「斗栱の博物館」と呼ばれている。

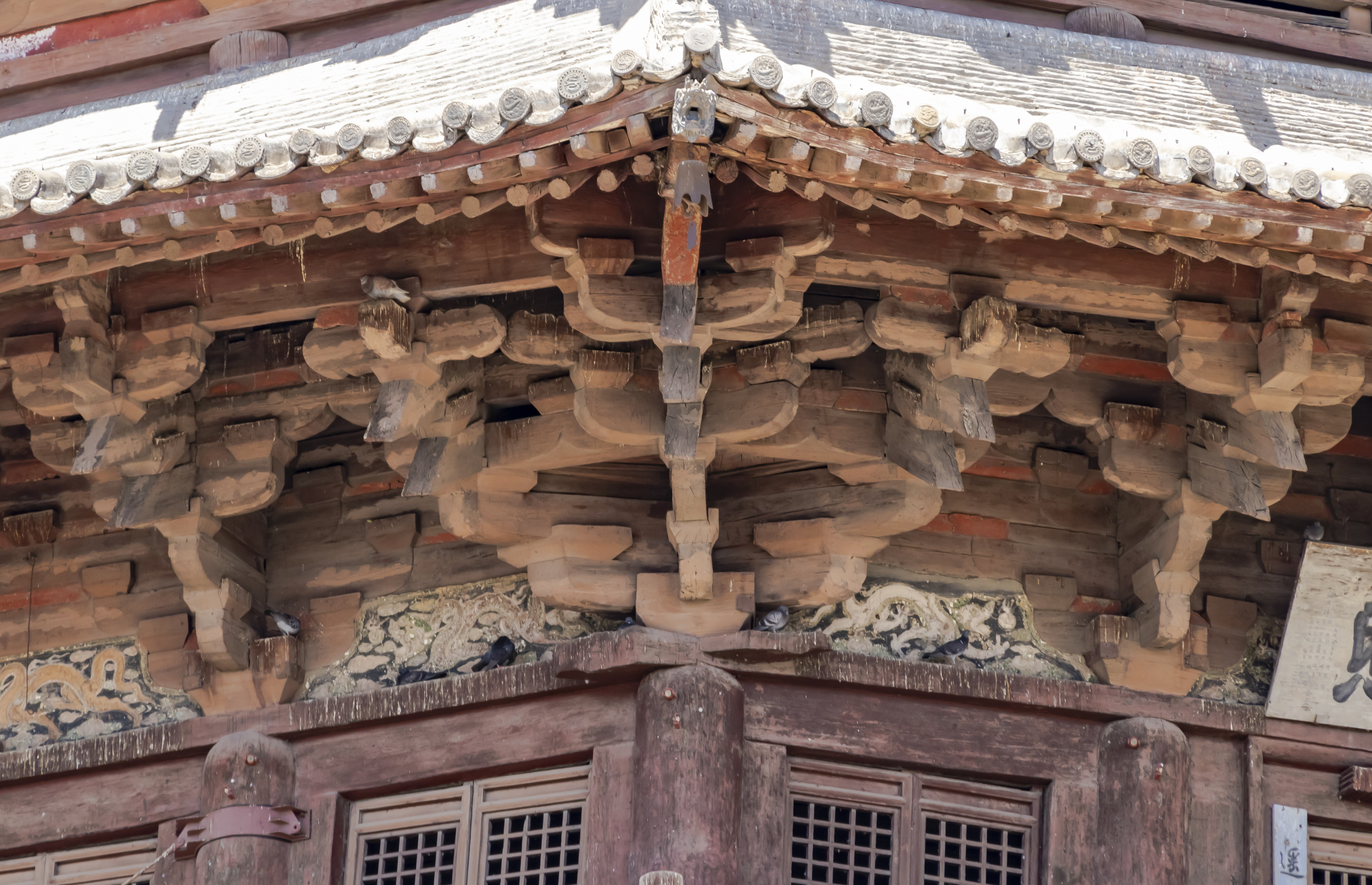
応県木塔の斗栱の例（室外）
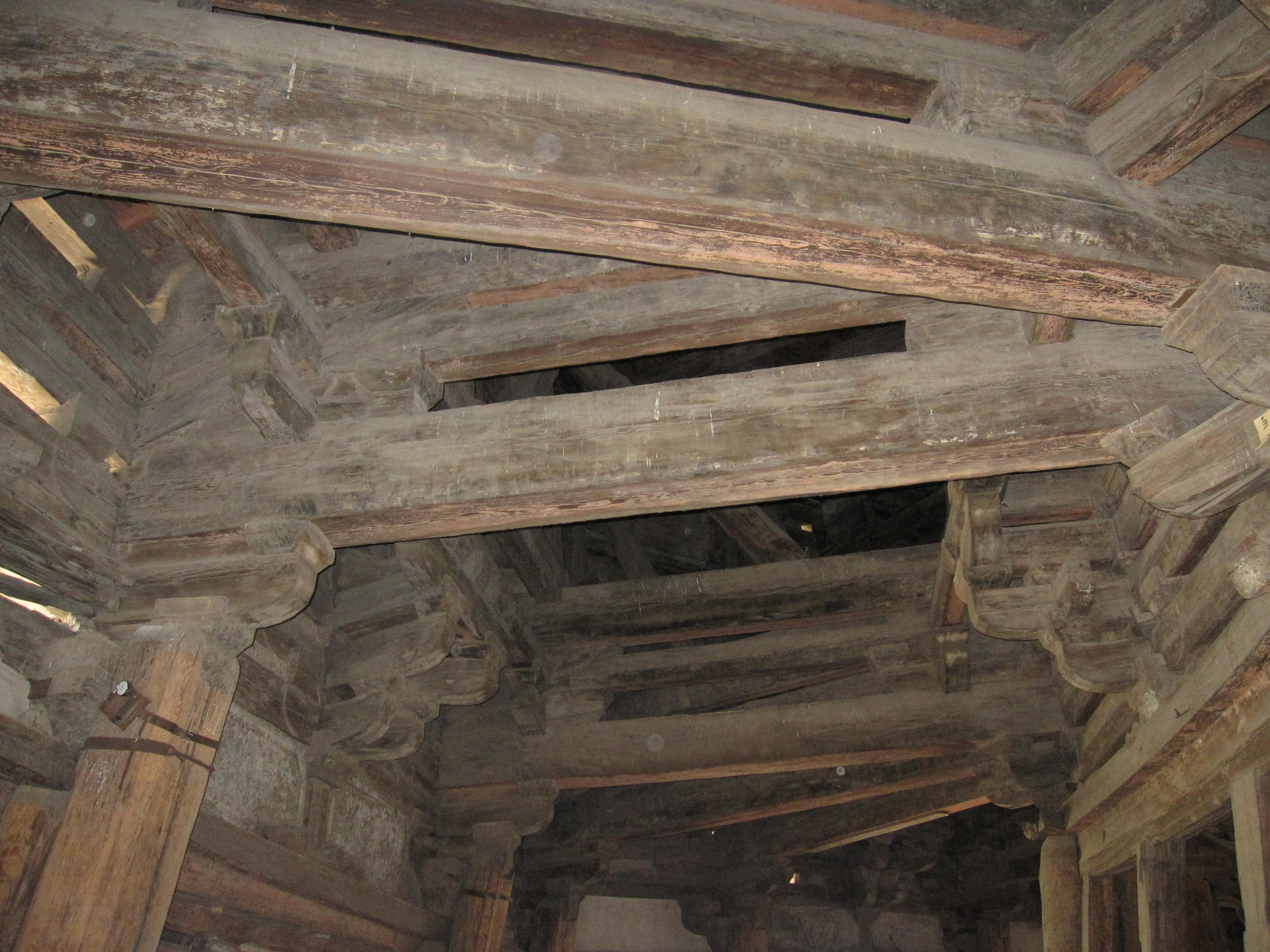
応県木塔の斗栱の例（室内）
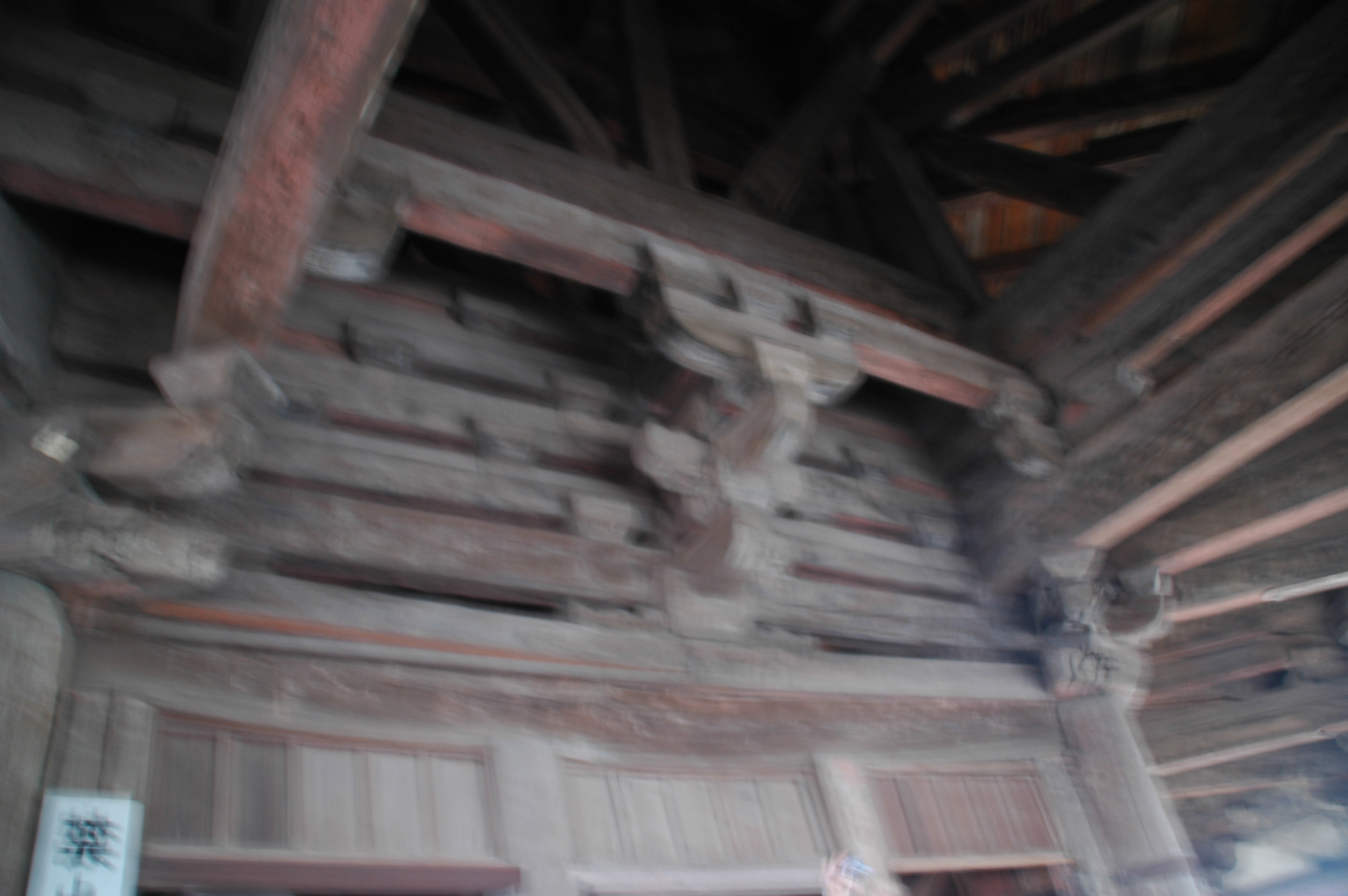
応県木塔の斗栱の例（室内）

第1層の直径は、副槽が30.27ｍ、外槽が23.69m。外槽の直径は層を上がる毎に逓減し、第5層では19.34mになる。この逓減は、各層の柱の内側への傾きと、さらに上層の柱の付け根が下層の柱に対して直径の約1/4ほど内側に配置されていることで実現されており、塔を安定させると共に外観の柔らかさを生みだしている。

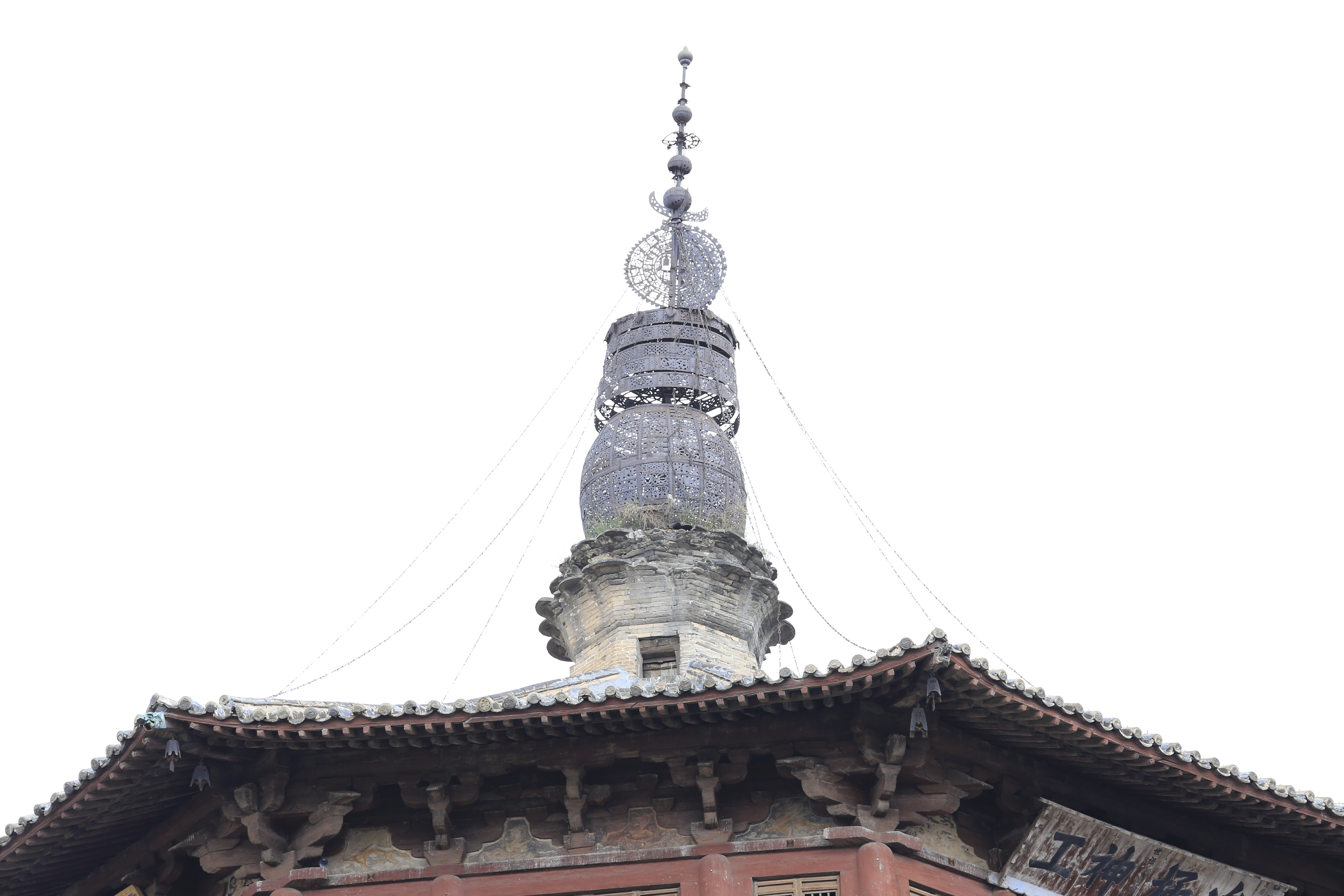
応県木塔の相輪

### 相輪
相輪 は鉄製で高さ11.56mある。構成を中国名で示すと、下から 仰蓮、覆鉢、相輪、火焰、仰月、宝珠 となる。相輪を支える刹座は煉瓦造りである。相輪は、5層の屋根部から最上部の宝珠までが貫通する 10cm角断面 の鉄棒で支持されている。また、仰月から 5層の八角屋根の角に向けて張られ相輪を横から支える八本の鎖は、避雷の機能ももっている。

### 強度・耐震性
応県木塔は、風や地震や砲撃などを受けつつ、1000年近くの時を耐えてきた。地震は、建造以来1991年までに、41回あり、うち2回は中国震度階級で震度VIIに達した。これはまた、20世紀には北伐や国共内戦の中で数百発の砲弾を受けた。しかし、この塔は損傷を受けたものの倒壊することなく立ち続けてきた。 これらに耐えられる強度の理由として以下が上げられる。
1. 暗層の剛性：暗層に、径方向と周方向への筋交いが多数施され、竹の節のように全体の剛性を増していること。
2. 荷重の分配：内外槽の柱が均等に配置され、斗栱や梁で荷重が平等に分配されている。また、塔本体より太い副槽の、外周に並ぶ柱が水平方向の力を分散していること。風上の（水平力で押された側の）副槽の柱は基礎に密着していないことがあり、力の分散が実感される。
3. 斗栱の調節機能：斗栱が、柱や梁の角度の過度な変化を押さえつつ、小さなずれや曲がりでエネルギーを吸収していること。

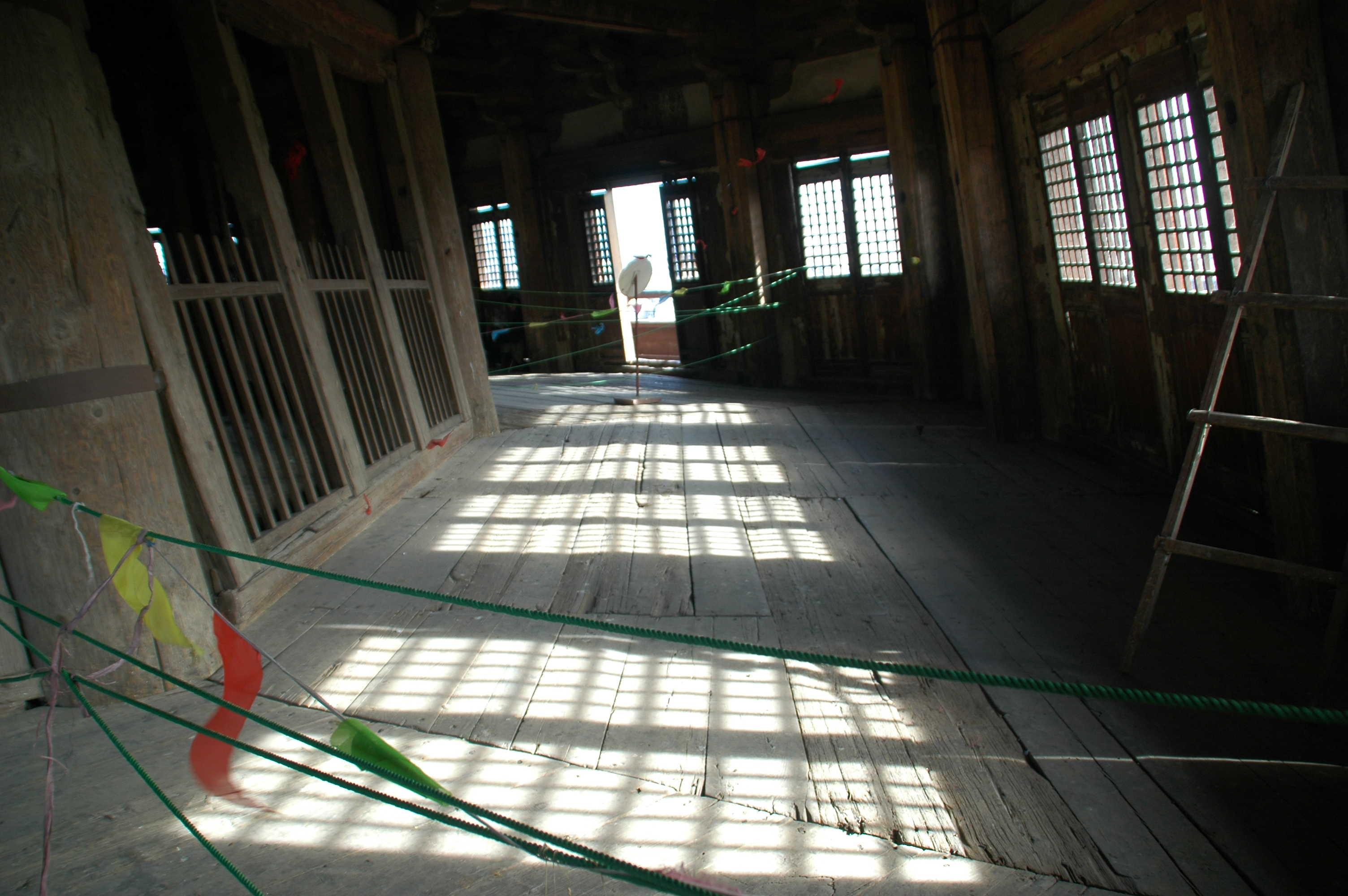
応県木塔 第2層の柱の傾斜状況

### 構造の損傷状況
風水の観点からの20世紀前半の改変で、上層の土壁が取り去られ構造が弱くなり、変形が進行している。現地での被害調査と構造変形監視の結果、第二層の明層の部分的な傾きが特に深刻であることが判明した。傾いた柱の最大傾斜角は11.3°に達している。 2003年には上層を吊り上げて塔の下部を解体修理する案が策定されたが、2006年に実施は保留となった。2020年現在解体修理は行われていない。

## 仏像と画像
1層目の、高さ11mの釈迦如来座像をはじめ、塔全体で34尊の塑像が安置されている。また、額や壁に絵画も多く描かれている。

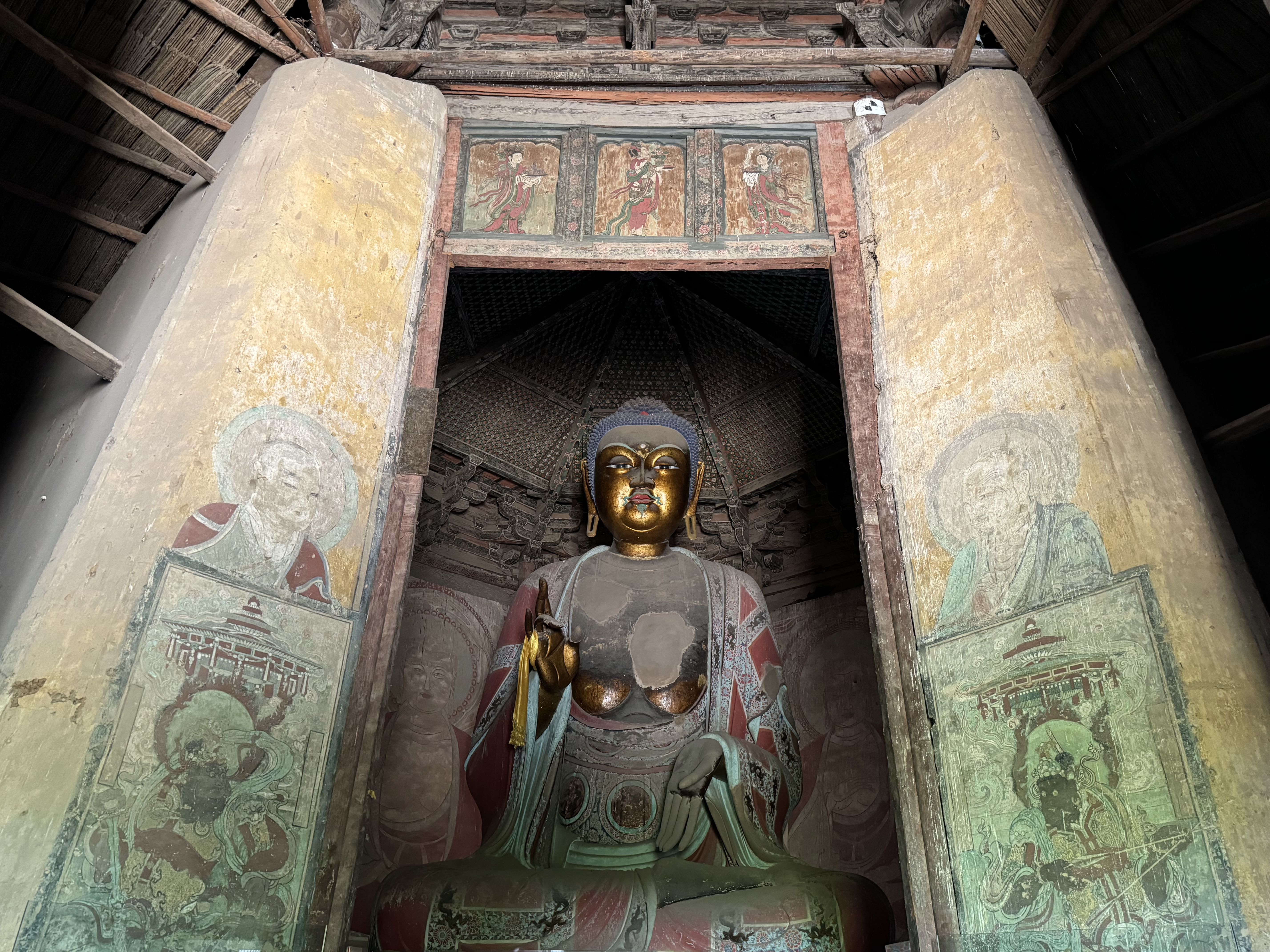
南の門から拝す 応県木塔 第1層 釈迦如来像。上の額は女性の供養者。

### 第1層
内槽の土壁の中に金色で高さ約11mの釈迦如来の座像が、八尊の力神に支えられた八角形の蓮華座の上に安置されている。土壁には、金剛力士、如来像、仏弟子、四天王などの壁画が描かれている。内槽への門の上には、北に男性3名、南に女性3名の供養者の描かれた額があり、塔の建立者の蕭孝穆とその子 蕭阿剌（蕭知足）と孫 蕭撒八（中国語: 蕭撒八） （蕭無曲） および 当時 蕭家から出た遼代の欽哀蕭皇后、仁懿蕭皇后、宣懿蕭皇后と考えられている。

### 第２層

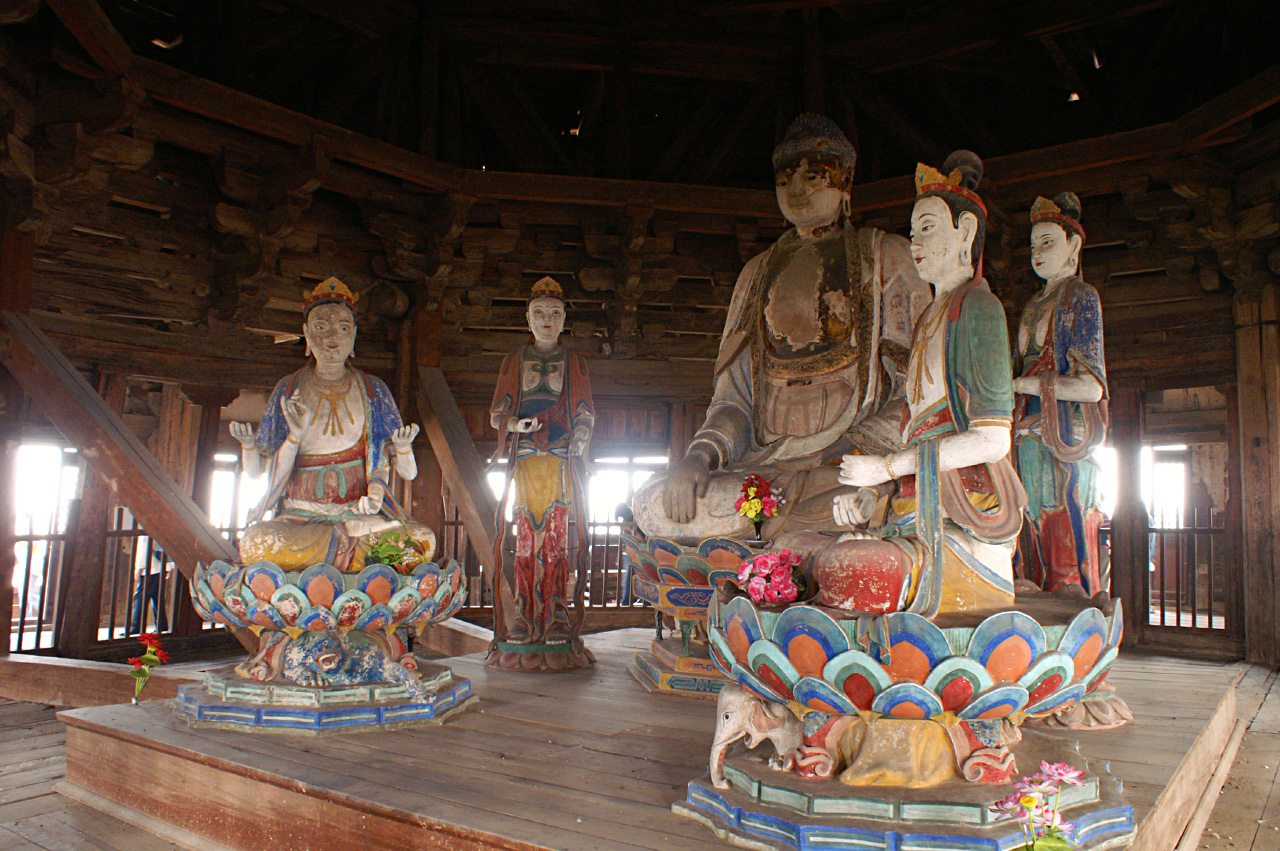
応県木塔 第2層の仏像群

中央の蓮華座上に如来座像、その左右に脇侍菩薩立像が1尊づつ、手前の向かって左と右の蓮華座上に文殊菩薩、普賢菩薩の座像が安置されている。

### 第３層
八角形の台座の上に、放射状に東西南北を向いて、如来の座像（塑像）がそれぞれ八角形の台座上に安置されており、金剛界の四方仏とされている。

### 第４層
四角形の台座の上に7尊の塑像が安置されている。7尊は、中央の蓮華座の上の釈迦如来座像、その左右の阿難、迦葉と推定される立像、手前左の獅子の上の文殊菩薩座像、手前右には象の上の普賢菩薩座像、手前中央よりのそれぞれ獅子と象を引く童子2尊である。

### 第５層
方形の台座の上に、9尊の像が蓮華座上に安置されている。中央は智拳印を結んだやや大きい如来像であり、毘盧遮那仏座像と推定されている。周囲には菩薩座像8尊がある。

## 配置
仏宮寺は木塔を中心に配置された寺院である。ほぼ南北に向いた中心軸上に、南から山門、木塔、大殿という主な建物が並んでいる。木塔以外は、原型とは異なる復元となっている。
晴れた夜に山門の南から北の空を見上げると、相輪の頂点がちょうど北極星と重なり、まるで星空全体が相輪を中心として回転しているように見える。これを以て、木塔は「天柱地軸」と呼ばれ、この言葉は第1層の軒の下に扁額として掲げられている。

## 歴史
3層の正面に掲げられている「釋迦塔」の額によると、仏塔の建立は 遼代の1056年（清寧2年）である。 遼は、北宋との間に 澶淵の盟（1004年）を結び、その後は平和が保たれ、この時期までに全盛期を迎えていた。また、この年、第1層内槽の額の供養者の一人である蕭阿剌は北府宰相であった。
「釈迦塔」の額には、金代の1194年（明昌5年）に建てられたという記述や、増築が完成したのが、金代の1195年（明昌6年）であるという記述もある。この時期、金は、乾道の和約（1164年）を南宋と結び、やはり平和な時期を迎えていた。
塔牌などに残っている記録によれば、元代の地震の後、一度再建されており、明代には2回修復された。また、元の英宗、明の永楽帝と武宗が訪問した記録もある。
1926年の蔣介石による第三次北伐時には塔の上下部に200発以上の砲撃を受け、その後 募金活動により修復されたが、この修復により塔は構造的には弱体化し、その後の傾きにつながった。1948年には、国共内戦の中、数十発の砲撃を受けた。

## ギャラリー

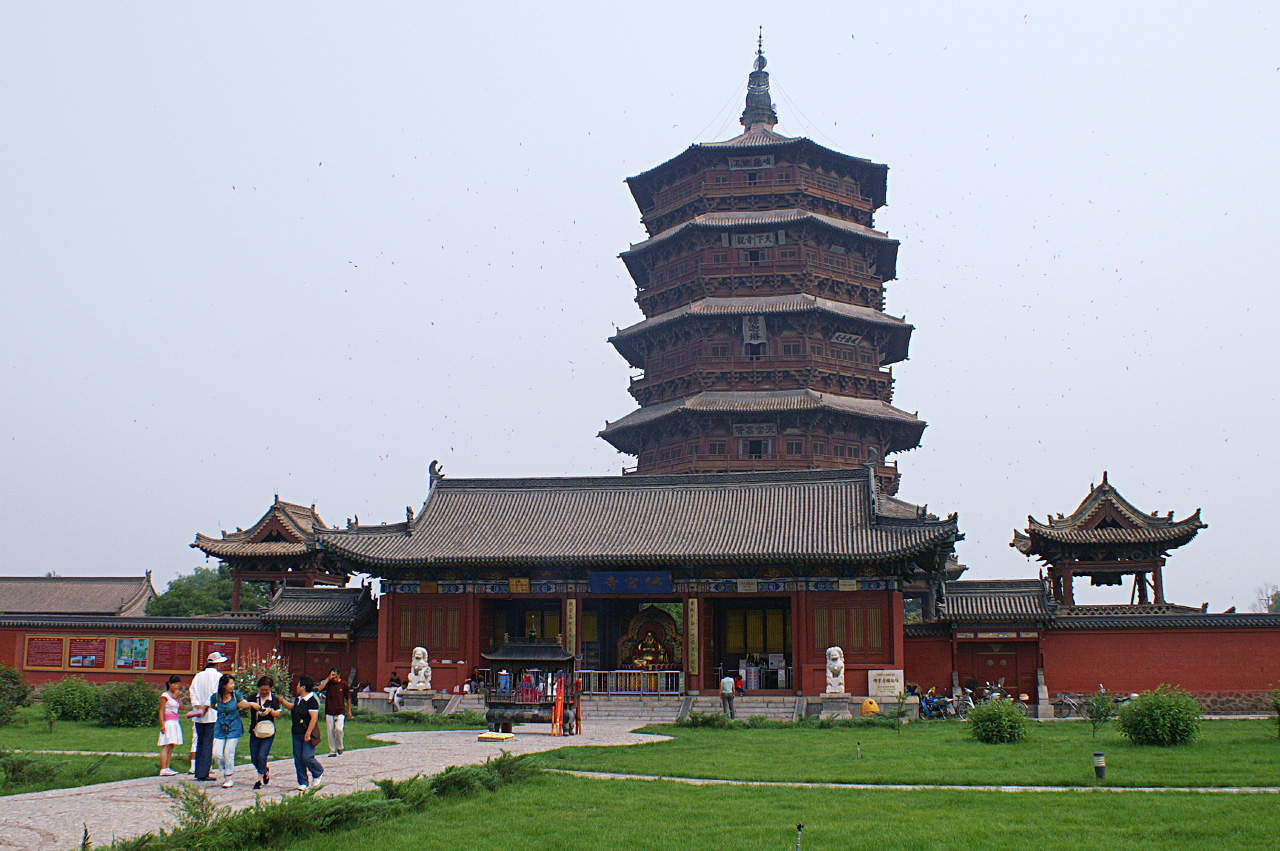
応県の仏宮寺
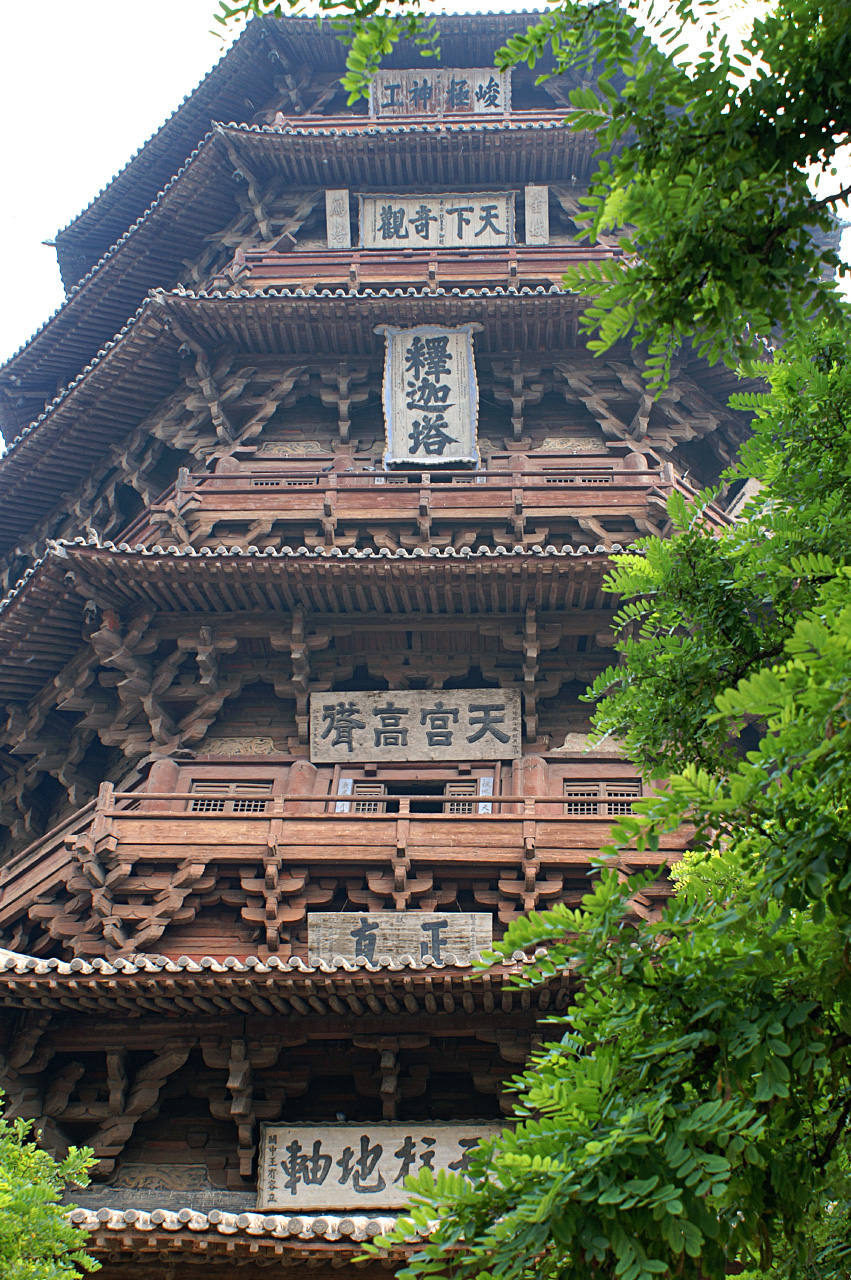
塔の拡大写真